# مارين بتروف
مارين بتروف (بالبلغارية: Марин Петров)‏ (7 أغسطس 1977 بفارنا في بلغاريا - ) هو لاعب كرة قدم بلغاري في مركز الوسط. لعب مع إثنيكوس ونادي تشيرنو مور فارنا ونادي سبارتاك فارنا ونادي لوكوموتيف بلوفديف ونادي ليتكس لوفتش وAthens Kallithea F.C. ‏ وPSFC Chernomorets Burgas ‏ ونفتكس بورغاس ‏ وFostiras F.C. ‏ وFC Sportist Svoge ‏.

## وصلات خارجية
- مارين بتروف على موقع قاعدة بيانات كرة القدم.إي يو (الإنجليزية)
- مارين بتروف على موقع Soccerway.com (الإنجليزية)